# 逆転裁判3 検事マイルズ・エッジワース
『逆転裁判3 検事マイルズ・エッジワース』（ぎゃくてんさいばんスリー けんじマイルズ・エッジワース）は、宝塚歌劇団のミュージカル作品。形式名は「ミュージカル・ロマン」。2幕。
原作・監修・制作協力は株式会社カプコン。

## 概要
カプコンの法廷アドベンチャーゲーム『逆転裁判』を原作とする第3作。シアター・ドラマシティ（2013年1月9日 -  1月17日）と日本青年館（2013年1月23日 - 1月28日）で公演した。
第1作『逆転裁判 -蘇る真実-』、第2作『逆転裁判2 -蘇る真実、再び…-』に引き続き、鈴木圭が脚本と演出を担当した。本作は、『2』では脇役だったマイルズ・エッジワースを主役とした作品で、『2』で同役を演じた悠未ひろが主演した。

## あらすじ
過去にタイムスリップしてしまったマイルズとラリー。マイルズは現代では既に亡くなっている自分の父親と対立しつつも殺人事件を解決しようと奔走する。またアリソンとのほのかな恋心が描かれるものの、事件解決後二人は現代へ帰っていくこととなる。

## 出演者一覧
- 寿つかさ[5][6]
- 鈴奈沙也[5][6]
- 悠未ひろ[5][6]
- 蓮水ゆうや[5][6]
- 凪七瑠海[5][6]
- 花音舞[5][6]
- 風羽玲亜[5][6]
- 天風いぶき[5][6]
- 花里まな[5][6]
- 天玲美音[5][6]

- 綾瀬あきな[5][6]
- すみれ乃麗[5][6]
- 夢莉みこ[5][6]
- 愛月ひかる[5][6]
- 夢涼りあん[5][6]
- 花咲あいり[5][6]
- 咲花莉帆[5][6]
- 朝央れん[5][6]
- 涼華まや[5][6]
- 伶美うらら[5][6]

- 里咲しぐれ[5][6]
- 夢なつき[5][6]
- 留依蒔世[5][6]
- 花菱りず[5][6]
- 水香依千[5][6]
- 秋奈るい[5][6]
- 朝日奈蒼[5][6]

## 主な配役
※「（）」は原作の人物に対応する。なお、これら対応人物については出典していない（2018年9月現在）。
- マイルズ・エッジワース[7][8]（御剣怜侍） - 悠未ひろ

- 裁判長[7][8] - 寿つかさ
- ウェンディー・オールドバッグ[7][8]（大場カオル） - 鈴奈沙也
- グレゴリー・エッジワース[7][8]（御剣信）- 蓮水ゆうや
- ラリー・バッツ[7][8]（矢張政志） - 凪七瑠海
- ルビー・トリコ[7][8] - 花音舞
- アンディ・ルイス[7][8] - 風羽玲亜
- ジェイソン・ムーア[7][8] - 天風いぶき
- ウィンストン・ペイン[7][8]（亜内武文） - 天玲美音
- アリソン・トレーザ[7][8] - すみれ乃麗
- キャラウェー・テンネ[7][8] - 夢莉みこ
- タイレル・バッド[7][8]（馬堂一徹） - 愛月ひかる
- サラ・ミルブレット[7][8] - 伶美うらら